# Caicedonia
Caicedonia es un municipio colombiano, ubicado en la subregión oriente del Valle del Cauca. Además, se encuentra en la región paisa colombiana y el eje cafetero. Es llamada la Ciudad Centinela del Valle.

## Historia

### Primeros pobladores
A la llegada de los conquistadores españoles al Nuevo Reino de Granada, el territorio donde hoy se levanta el municipio de Caicedonia estaba habitado por tribus salvajes que descendían directamente de la gran nación Chibcha, por línea de los Pijaos, cuya vida transcurría sin ninguna norma preestablecida que indicara características de construir una civilización precolombina.
La tribu más sobresaliente de estos pueblos indígenas era la Bulira o Burila, miembros de los pijaos cuyos dominios se habían localizado en la Cordillera Central y regiones adyacentes y constituía una avanzada hacia occidente. Por su ferocidad, era una tribu muy temida y sus miembros tenían, como principal ocupación, la guerra, de la que hicieron su pasatiempo favorito para hostigar constantemente a sus vecinos, los Gorrones y los Quimbayas.
La tribu Burila tuvo jefes sobresalientes entre los que destacaba el cacique Chanama. Temido por sus enemigos y obedecido por todos los de su pueblo, desató contra los conquistadores españoles la más cruenta guerra. Hoy en día se le rinde homenaje a con un monumento en el Parque de Las Palmas o Daniel Gutiérrez y Arango, siendo la única obra dedicada a honrar la memoria de los primeros pobladores de la ciudad.

### Fundación
Los primeros colonos llegados al territorio que hoy es Caicedonia provenían, en su mayoría, de los municipios de Guatapé, San Rafael, San Roque y Medellín. Inicialmente se establecieron en el llamado plan de Cuba, toda vez que su topografía les ofrecía ventajosas condiciones para levantar un caserío.
Desafortunadamente, no hay datos precisos sobre la fecha en que arribaron estos colonos a Cuba, pero se cree, fundamentalmente, que ocurrió entre los años 1903 y 1906. Otros colonos llegaron al plan de cuba procedentes de Armenia, Manizales y Pereira. Estos iniciaron la derriba, con el permiso de la "Sociedad de Burila", propietaria de tales terrenos y cuyo gerente era el doctor Daniel Gutiérrez y Arango, una de las personas que más influyó en la colonización y alentó permanentemente a quienes se habían comprometido en esta aventura para que protocolizaran la fundación de una población.
Aunque la población pudo ser fundada con la llegada de los primeros colonos, éstos decidieron esperar algunos años con la esperanza de que el número de habitantes aumentara.
Nombre del/los fundador (es):Daniel Gutiérrez y Arango, Alonso Gutiérrez, José Jota Londoño, Manuel Jaramillo, Joaquim Parra, Jesús María Ramírez, José María Zapata, Rafael A. Hurtado, Calixto Laverde, Cayetano Ayala, Jorge Moreno, Juan Francisco Díaz.

### Municipio
El corregimiento de Cuba, que en ese momento formaba parte del Distrito de Zarzal, fue renombrado como Caicedonia y fue oficialmente fundado como municipio del Valle del Cauca el 3 de agosto de 1910. A través de la Ordenanza n.º 21 del 20 de abril de 1923, se concede vida jurídica y administrativa al municipio de Caicedonia, la cual inicia el 1 de septiembre de 1923.

## Educación
En la actualidad, Caicedonia cuenta con una sede de educación superior de la Universidad del Valle; también cuenta con tres colegios de educación básica secundaria y educación media: la Institución Educativa Bolivariano, la Institución Normal Superior María Inmaculada y el Colegio Sagrado Corazón de Jesús, que se encuentra localizado en la vereda La Camelia; por último, el municipio cuenta con numerosos colegios y escuelas de básica primaria en la cabecera municipal y en todas sus veredas.

## Datos generales
Caicedonia tiene una temperatura promedio de 23 °C, una altitud promedio de 1.100 metros sobre el nivel del mar y posee una extensión de 219 kilómetros cuadrados, de los cuales corresponden 149 kilómetros a piso térmico medio y 70 kilómetros a piso térmico frío.
Caicedonia es llamada también "Ciudad Centinela del Valle" y catalogada por sus habitantes como "El mejor vividero del mundo".
Cuenta con cuatro parroquias católicas: Nuestra Señora del Carmen, San Judas Tadeo, Santísima Trinidad y el Santuario Santa María Madre de Dios localizado en la vereda de Montegrande.

## División Político-Administrativa
Su Cabecera municipal, se encuentra dividida en los barrios: El Carmen, El Recreo, Fundadores, Gutiérrez y Arango, Kennedy, La Camelia, La Ciudadela, La Gerencia, Las Américas, Las Carmelitas, Lleras, María Inmaculada, Obrero, Valle del Cauca, Zúñiga, La Guyana, María Mercedes, El Rosal, La Isabella, El Progreso y los subsectores El Cobipo y La Ceiba.
Caicedonia tiene bajo su jurisdicción los siguientes Centros poblados:
- Barragán
- Las Delicias
- Samaria
- Villa Aures

### Veredas
Además, el municipio está compuesto con las siguientes veredas: 
Aures, Bolivia, Burila, Campo Azul, Dabeiva, El Bosque, El Brillante, El Crucero, El Frontino, El Paraíso, El Salado, La Delfina, La Leona, La Pava, La Rivera, La Suiza, Limones, Montegrande, Puerto Rico, Quince Letras, Risaralda, Samaria y San Gerardo.

## Cultura
Caicedonia hace parte de los municipios del Paisaje Cultural Cafetero, declarado Patrimonio de la Humanidad por la UNESCO en 2011.

## Geografía
La región norte, entre los ríos Pijao y Barragán, con pendientes de cero a tres grados, es un área de un relieve plano, matizado por alturas entre los 1050 y 1.200 metros sobre el nivel del mar.
Este tipo de topografía corresponde a las veredas La Rivera, Barragán, Montegrande, La Camelia, Bosque Bajo y Limones. Se trata de una superficie de, aproximadamente, el cuarenta y cinco por ciento de área total del Municipio.
Las regiones central, suroriental y suroccidental del Municipio están conformadas por un paisaje de colinas altas y montañas, con pendientes entre el doce, veinticinco y cincuenta por ciento de inclinación, con elevaciones fluctuantes entre los 1.200 y 1.800 metros sobre el nivel del mar. Este tipo de topografía corresponde a, más o menos, el treinta y cinco por ciento del territorio.
El veinte por ciento restante de la superficie de Caicedonia varía entre los 1.800 y 2.200 metros sobre el nivel del mar, con paisajes de montaña alta, de relieve escarpado y fuertemente quebrado, los cuales prevalecen en la zona sur central del Municipio.

## Límites
|                | Norte: La Tebaida |                            |
| Oeste: Sevilla |                   | Este: Calarcá Pijao Génova |
|                | Sur: Sevilla      |                            |

## Himno a Caicedonia
Surge altiva mi raza valiente,
dando al viento su grito de honor;
fe y trabajo alimentan la fuente,
que es progreso, que es paz y es amor.
De Colombia pedazo sagrado
y del Valle viril centinela;
tierra abierta al tractor y al arado,
es de esfuerzo portada y escuela.
Bravos hombres de estirpe procera
le rompieron la vértebra al monte
y, en su lucha tenaz y altanera,
dieron luz al inmenso horizonte.
Levantemos, erguida, la frente
porque es Dios nuestro caro ideal,
y, en el campo, labor prepotente
dice altiva su gesta triunfal.
Son sus hombres canteras abiertas
que aprestigian un gran porvenir;
sus mujeres, virtuosas, resueltas,
son el alma para construir.
Y, al amparo de patria orgullosa,
van las huestes que saben luchar,
llevarán la bandera gloriosa
a vencer, a vencer, a triunfar.

## Servicios públicos
- Energía Eléctrica: Celsia, es la empresa prestadora del servicio de energía eléctrica.[3]
- Gas Natural: Gases de Occidente es la empresa distribuidora y comercializadora de gas natural en el municipio.